# Ivbie sjeverni-okpela-arhe (jezik)
Ivbie sjeverni-okpela-arhe jezik (ISO 639-3: atg), jezik kojim govori 20 000 ljudi (1973 SIL) u nigerijskoj državi Edo, s glavnim središtima u selima Ate, Okpekpe i Okpella. 
Postoji nekoliko dijalekata: ivbie sjeverni (ibie sjeverni), okpela (okpella, ukpella, upella) i arhe (atte, ate). Pripada podskupini Ghotuo-Uneme-Yekhee, široj skupini edoid.

## Vanjske poveznice
- Ethnologue (14th)
- Ethnologue (15th)